# Nancy Stewart
Vous lisez un « bon article » labellisé en 2018.
Pour les articles homonymes, voir Stewart, Worthington et Leeds (homonymie).
Nancy Stewart, est née le 20 janvier 1878 à Zanesville, dans l'Ohio, aux États-Unis, et morte le 29 août 1923, à Spencer House, à Londres, au Royaume-Uni. Elle est également connue sous ses noms d'épouse de Nancy Worthington (1894-1899), Nancy Leeds (1900-1920) et Anastasia de Grèce (1920-1923). Célèbre pour son immense fortune, c’est une héritière américaine devenue princesse de Grèce et de Danemark.
Née au sein de la bourgeoisie américaine, Nancy Stewart épouse en 1894, en premières noces, George Ely Worthington (1872-1950), un jeune homme de la bonne société de Cleveland et petit-fils du riche industriel George Worthington. Cependant, après quatre années de vie commune, les deux époux se séparent et Nancy se remarie en 1900, en deuxièmes noces, à William B. Leeds Sr, surnommé le « roi de l'étain ». Installé à New York, dans un magnifique hôtel particulier situé sur la Cinquième Avenue, le couple mène grand train et donne le jour à un fils unique, William B. Leeds Jr, en décembre 1902. En 1908, Nancy et son mari partent en voyage en Europe. Pendant leur séjour à Paris, William trouve la mort, faisant de sa femme et de leur fils ses héritiers. 
Désormais à la tête d'une fortune colossale, Nancy fait le choix de rester vivre en Europe afin d'y réaliser son rêve : entrer dans l'aristocratie du Vieux Continent. Devenue l'amie de Lady Paget, elle se mêle au Gotha et noue une liaison avec le major George Cornwallis-West, avant de tomber sous le charme du prince Christophe de Grèce. Fiancée avec lui en 1914, Nancy se heurte à l'opposition de la famille royale de Grèce, qui regarde d'un mauvais œil une union si notoirement inégale. Cependant, la prodigalité de Nancy et les bouleversements que connaît le royaume hellène au moment de la Première Guerre mondiale persuadent finalement la famille de Christophe d'accepter le mariage, qui est célébré en janvier 1920.
Devenue altesse royale et princesse de Grèce et de Danemark, Nancy n'a guère le temps de profiter de son nouveau statut. Diagnostiquée d'un cancer peu de temps après son troisième mariage, elle meurt en 1923, non sans avoir vu son fils épouser une nièce de son époux, la princesse Xenia de Russie.

## Famille
Nancy est la fille de William Charles Stewart (1855-1914), un homme d'affaires américain, directeur de la Forest City Stone Co., et de sa première épouse, Mary Lavina Holden (née vers 1857), elle-même fille du Dr William H. Holden (1827-1888). Nancy a une sœur, Margaret, mariée à Henderson M. Green. Le père de Nancy, William Charles Stewart, s'est remarié en secondes noces à Ferne Parkhurst.
Le 1er octobre 1894, Nancy épouse, à Cleveland, le banquier américain George Ely Worthington (1872-1950), petit-fils de l'industriel George Worthington (1813-1871). De cette première union, dissoute en 1899, ne naît aucun enfant. 
Le 3 août 1900, Nancy se remarie, à Cleveland, à William Bateman Leeds Sr (1861-1908), surnommé par la presse « le roi de l'étain ». De cette deuxième union, naît un fils :
- William Bateman Leeds Jr (1902-1971), qui épouse, le 19 octobre 1921, la princesse Xenia Gueorguievna de Russie (1903-1965), elle-même fille du grand-duc Georges Mikhaïlovitch de Russie (1863-1919) et de sa femme la princesse Marie de Grèce (1876-1940). De ce mariage naît une fille :
  - Nancy Leeds (1925-2006) qui épouse, le 22 décembre 1945, Edward Judson Wynkoop Jr (1917-2009). De ce mariage naît une fille :
    - Alexandra Wynkoop (1959).

Le 1er janvier 1920, Nancy se marie une troisième fois, à Vevey, en Suisse, avec le prince Christophe de Grèce (1888-1940), dernier fils du roi des Hellènes Georges Ier (1845-1913) et de son épouse la grande-duchesse Olga Constantinovna de Russie (1851-1926). De cette ultime union ne naît aucun enfant.

## Biographie

### Une enfance dans l'Ohio
Nonie « Nancy » May Stewart voit le jour à Zanesville, dans l'Ohio, le 20 janvier 1878,. Elle est la fille de William Charles Stewart, un riche marchand américain (né en octobre 1855), et de Mary Lavina Holden (âgée de 23 ans lors du recensement de 1880), mariés depuis le 11 décembre 1874,. Le grand-père paternel de Nancy, William Harrison Stewart (v. 1835-1909), est un riche commerçant natif du Vermont. Son grand-père maternel, le Dr William H. Holden (1827-1888), est représentant puis sénateur de l'Ohio, avant de devenir maire de Zanesville. Son oncle maternel, le Dr James L. Holden (né en 1858), est également maire de Zanesville.
Vers 1880, Nancy et ses parents s'installent à Cleveland. Peu de temps après, l'enfant perd sa mère et son père se remarie. Après avoir fait fortune en tant que président de la Forest City Stone Company, William Stewart acquiert une résidence sur Euclid Avenue. Cependant, Nancy effectue ses études primaires dans une école située sur Carnegie Avenue.

### Deux mariages américains

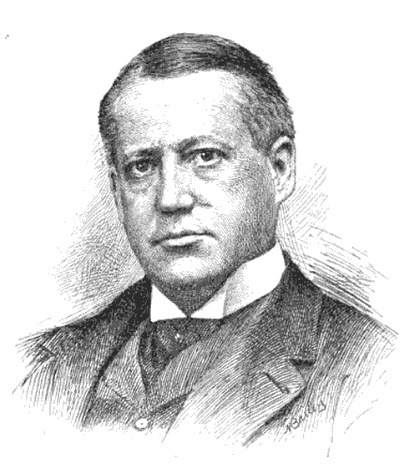
William B. Leeds Sr, deuxième époux de Nancy.

Le 1er octobre 1894, Nancy épouse, sans l'accord de sa famille, le banquier George E. Worthington (1872-1950), issu d'une importante famille industrielle de Cleveland,,,. N'ayant pas encore 18 ans alors que la loi de l'Ohio interdit les mariages avant cet âge, Nancy doit mentir sur sa date de naissance et son contrat de mariage la présente comme étant née en 1876. Une fois unis, Nancy et George s'installent sur la Cinquante-cinquième rue, puis sur Sibley Street, à Cleveland. 
Cependant, leur union ne tarde pas à battre de l'aile : George néglige en effet son épouse au profit de ses collections d'armes tandis que Nancy entame une relation extra-conjugale avec Frederick Mortimore Nicholas, héritier d'une riche famille d'armateurs. Dans ces conditions, le couple se sépare légalement après quatre ans de vie commune, le 23 mars 1899, sans que l'on sache bien s'il y a eu divorce, annulation ou abandon du domicile conjugal. Malgré tout, le contrat matrimonial de Nancy ayant été falsifié, il est probable que son union a été simplement annulée par la justice.
Après sa séparation, Nancy revient vivre chez son père et travaille, selon certaines sources, comme secrétaire. C'est ainsi qu'elle aurait rencontré le multi-millionnaire William B. Leeds Sr (1861-1908), surnommé le « roi de l'étain ». Ce dernier ne tarde pas à lui demander sa main et le couple s'unit le 3 août 1900, quelques jours à peine après le divorce du marié,. Dans les années qui suivent, les époux mènent grand train dans un hôtel particulier situé au no 987 de la Cinquième Avenue, à New York,. En 1904, William Leeds offre à sa femme le domaine de Rough Point, dans le Rhodes Island,. En 1906, il lui fait cadeau d'un collier de perles estimé à pas moins de 220 000 dollars,,. 
En 1902, Nancy accouche d'un fils, prénommé William comme son père,. L'enfant reçoit alors pour marraine Alva Vanderbilt.

### Une jeune veuve fortunée

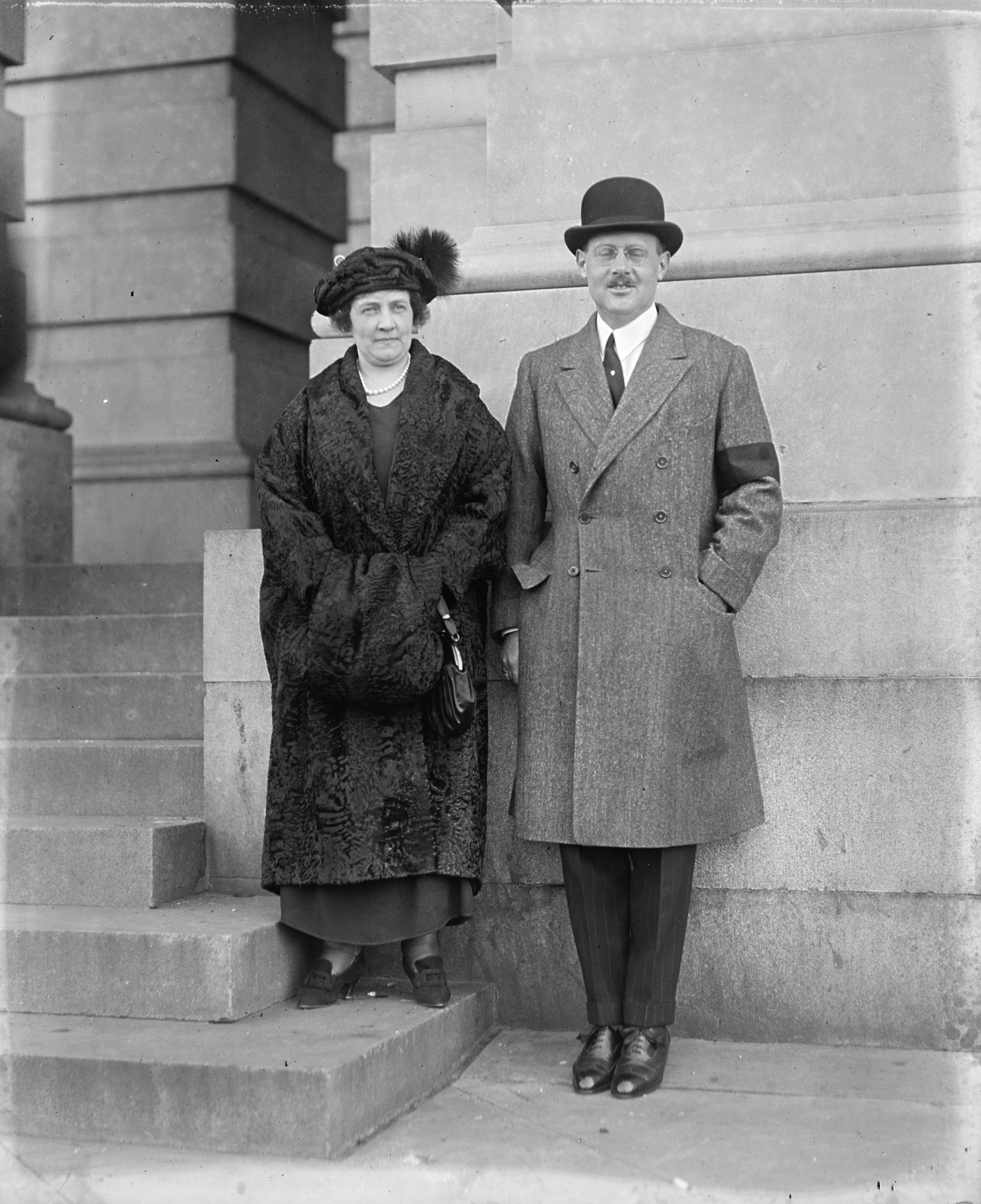
Nancy et son troisième époux, le prince Christophe de Grèce (1923).

En 1908, le couple Leeds part en voyage en Europe, où Nancy espère parvenir à intégrer la bonne société. Mais, de santé délicate, William trouve la mort lors d'un séjour à Paris, le 23 juin. Le « roi de l'étain » lègue alors à son épouse et à leur fils une fortune considérable,, évaluée à plusieurs millions de dollars,. Désormais veuve, Nancy installe son fils de neuf ans dans un immense hôtel particulier situé à Montclair, dans le New Jersey, et le confie aux bons soins d'une armada de domestiques. Ainsi libérée de l'éducation du petit garçon, Nancy peut rester sur le vieux continent et y mener la vie dont elle rêve.
Avec sa fortune, Nancy acquiert une magnifique villa dans le quartier de Grosvenor Square, à Londres. Elle collectionne également les bijoux et se fait remarquer par la presse pour l'achat, chez Cartier, d'un collier de 39 perles et diamants d'un coût de 570 000 dollars. Le goût de la jeune femme pour les bijoux est d'ailleurs si important que Pierre Cartier lui consacre son propre salon au sein de son établissement. Outre les pierres précieuses, Nancy collectionne les tableaux de maître et le mobilier signé. Femme de goût, elle fait aussi appel aux peintres Philip de Laszlo et Giovanni Boldini pour immortaliser son portrait.
Devenue l'amie de Lady Paget, une autre héritière américaine, Nancy parvient à pénétrer le monde de l'aristocratie. À Paris, elle rencontre le roi Édouard VII du Royaume-Uni, qui se montre impressionné par ses bijoux. À Aix-les-Bains, elle fait la connaissance du roi Georges Ier de Grèce. Elle rencontre également le prince Louis Bonaparte, dont la rumeur veut un moment qu'il cherche à l'épouser. Surtout, elle noue une relation avec le major George Cornwallis-West, frère de la princesse Daisy de Pless, avant de tomber sous le charme du prince Christophe de Grèce, auquel elle est présentée dans la capitale française.

### Fiançailles et mariage princiers

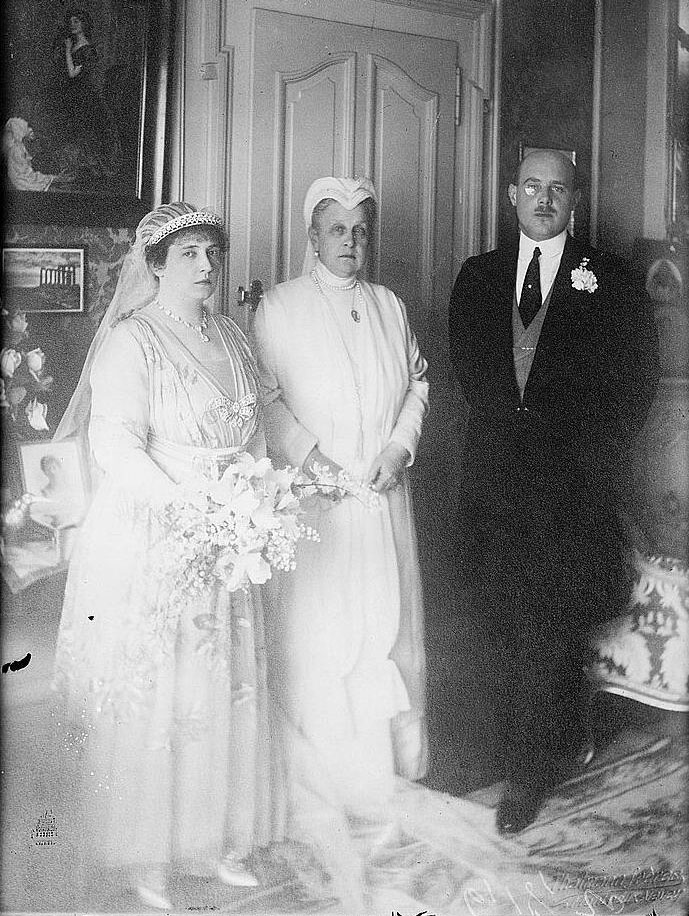
Nancy avec sa belle-mère, la reine Olga, et son époux, le prince Christophe, le jour de ses noces.

À l'été 1914, le prince Christophe demande Nancy en mariage et le couple se fiance officiellement. Cependant, la famille royale de Grèce regardant d'un très mauvais œil ce projet matrimonial, l'union est repoussée durant six ans,. Cela n'empêche pas Nancy de se montrer généreuse vis-à-vis de sa future belle-famille. Après la chute du régime tsariste, en 1917, elle soutient de sa cassette la princesse Marie de Grèce et ses filles Nina et Xenia de Russie, qui se retrouvent sans le sou au Royaume-Uni. Selon certaines sources, Nancy fait également don, en 1920, de plusieurs centaines de milliers de dollars pour financer une campagne de presse visant à déstabiliser le cabinet du Premier ministre grec Elefthérios Venizélos et favoriser ainsi la restauration du roi Constantin Ier, remplacé sur le trône par son deuxième fils après le « Schisme national », c'est-à-dire l'opposition violente entre monarchistes et vénizélistes,,.  
Exilé en Suisse en 1917, Christophe est finalement autorisé par son neveu, le roi Alexandre Ier de Grèce, à épouser Nancy sans renoncer à son appartenance à la famille royale. Leur union est donc célébrée le 1er janvier 1920, à l'église russe de Vevey, en Suisse, en présence de plusieurs membres de la famille royale de Grèce, dont la reine douairière Olga. Trois jours plus tard, Nancy embrasse la religion orthodoxe et adopte le prénom d'Anastasia. Malgré son caractère notoirement inégal, le mariage est reconnu par la couronne. Absent aux noces de son frère, le roi Constantin Ier gratifie pourtant sa belle-sœur du titre de princesse de Grèce et de Danemark et du prédicat d'altesse royale le jour suivant son retour au pouvoir. Nancy devient alors la première Américaine à entrer, de plein droit, dans une famille royale.
Née en 1878, la nouvelle princesse Anastasia se « rajeunit » pour l'occasion. Son époux, le prince Christophe (né en 1888) écrit ainsi dans ses mémoires : « On me représentait comme ayant épousé une riche veuve considérablement plus âgée que moi uniquement pour m’emparer de son argent. Au vrai, ma femme n’était que de quatre ans mon aînée et c’est par amour, et pour nulle autre raison que nous nous épousâmes ».

### Dernières années

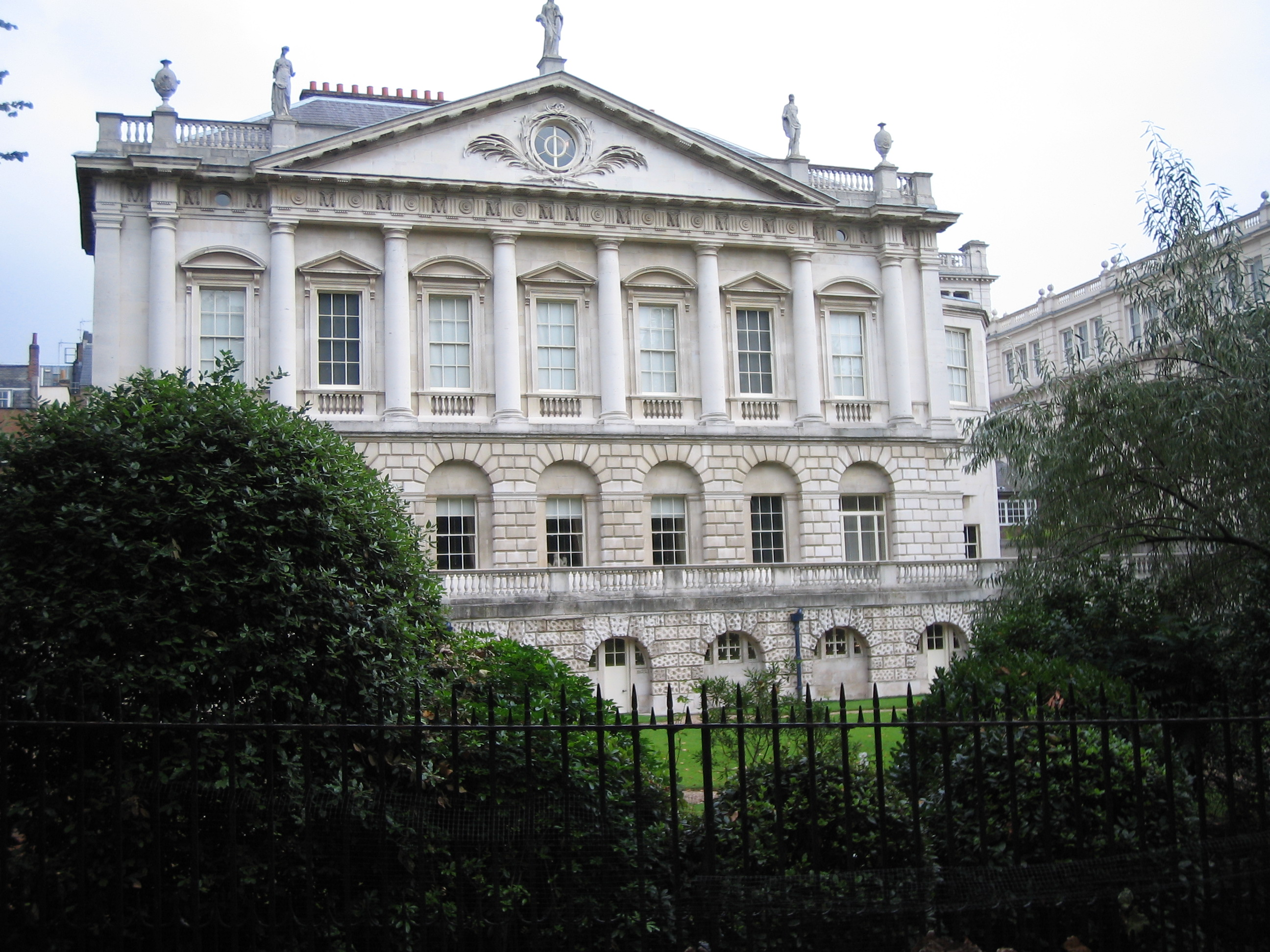
Spencer House, en 2005.

Peu après leur mariage, une commission de monarchistes baltes propose à Christophe et à Nancy de monter sur le trône de Lituanie. Cependant, le couple décline l'offre, à la grande surprise des émissaires, persuadés qu'une Américaine ne pourrait résister à la tentation de ceindre une couronne. En dépit de ce refus, Nancy renforce encore ses liens avec le monde des familles royales après le mariage, célébré à Paris le 19 octobre 1921, de son fils unique, William B. Leeds Jr, avec une nièce de son époux, la princesse Xenia de Russie,.
La situation de la Grèce restant très instable, Nancy et Christophe conservent leur résidence à Londres, où le couple loue Spencer House, après avoir vécu un temps à Kenwood House. Toujours généreuse, Nancy y accueille sa belle-mère, la reine Olga Constantinovna de Russie, qu'elle traite avec tendresse. Avec son époux, elle fréquente par ailleurs régulièrement la famille royale d'Angleterre. Diagnostiquée d'un cancer colorectal en 1921, et opérée ensuite à quatre reprises à Athènes et à Paris, Nancy effectue un dernier voyage aux États-Unis avec son époux, son beau-frère André et sa belle-sœur Alice de Battenberg en janvier 1923. De retour au Royaume-Uni, elle meurt à Spencer House le 29 août 1923. Sa fortune est alors partagée entre son troisième mari, sa sœur Margaret Stewart Green, son fils William B. Leeds Jr et l'épouse de celui-ci,,.
Après des funérailles à St. Phillip, l'église russe de Londres, la dépouille de Nancy est rapatriée par bateau aux États-Unis. La princesse est ensuite inhumée aux côtés de ses parents, dans un mausolée familial construit par ses soins au cimetière de Woodlawn, à New York.

## Dans la culture

### En architecture
À Rome, la villa Anastasia, située à l'angle de la Via dei Tre Orologi et de la Via Ulisse Aldrovandi, au no 27, a été baptisée ainsi en souvenir de Nancy par le prince Christophe de Grèce en 1924. C'est dans cette demeure, vendue par Françoise d'Orléans après la Seconde Guerre mondiale, que s'est éteinte la reine douairière Olga de Grèce en 1926.

### Dans la littérature
Nancy et son troisième époux sont évoqués dans le roman policier anglais Un Mariage royal (A Royal Affair) d'Allison Montclair (2020).

## Généalogie

### La famille de Nancy (généalogie simplifiée)
|  |  | Noah Leeds ∞ Hannah Star                   | Noah Leeds ∞ Hannah Star                   | Noah Leeds ∞ Hannah Star                   | Noah Leeds ∞ Hannah Star                   | Noah Leeds ∞ Hannah Star                   | Noah Leeds ∞ Hannah Star                   |  |  | William C. Stewart ∞ Mary L. Holden | William C. Stewart ∞ Mary L. Holden | William C. Stewart ∞ Mary L. Holden | William C. Stewart ∞ Mary L. Holden | William C. Stewart ∞ Mary L. Holden | William C. Stewart ∞ Mary L. Holden |                                     |                                     |                                     |                                     |                          |                          |                          |                          |  |  | Georges Ier, Roi des Hellènes ∞ Olga, Gde-Dsse de Russie | Georges Ier, Roi des Hellènes ∞ Olga, Gde-Dsse de Russie | Georges Ier, Roi des Hellènes ∞ Olga, Gde-Dsse de Russie | Georges Ier, Roi des Hellènes ∞ Olga, Gde-Dsse de Russie | Georges Ier, Roi des Hellènes ∞ Olga, Gde-Dsse de Russie   | Georges Ier, Roi des Hellènes ∞ Olga, Gde-Dsse de Russie   |                                                            |                                                            |                                                            |                                                            |  |  |                                                              |                                                              |                                                              |                                                              |                                                              |                                                              |  |  |                                                                  |                                                                  |                                                                  |                                                                  |                                                                  |                                                                  |  |  |  |  |  |  |  |  |  |  |  |  |  |  |  |  |
|  |  | Noah Leeds ∞ Hannah Star                   | Noah Leeds ∞ Hannah Star                   | Noah Leeds ∞ Hannah Star                   | Noah Leeds ∞ Hannah Star                   | Noah Leeds ∞ Hannah Star                   | Noah Leeds ∞ Hannah Star                   |  |  | William C. Stewart ∞ Mary L. Holden | William C. Stewart ∞ Mary L. Holden | William C. Stewart ∞ Mary L. Holden | William C. Stewart ∞ Mary L. Holden | William C. Stewart ∞ Mary L. Holden | William C. Stewart ∞ Mary L. Holden |                                     |                                     |                                     |                                     |                          |                          |                          |                          |  |  | Georges Ier, Roi des Hellènes ∞ Olga, Gde-Dsse de Russie | Georges Ier, Roi des Hellènes ∞ Olga, Gde-Dsse de Russie | Georges Ier, Roi des Hellènes ∞ Olga, Gde-Dsse de Russie | Georges Ier, Roi des Hellènes ∞ Olga, Gde-Dsse de Russie | Georges Ier, Roi des Hellènes ∞ Olga, Gde-Dsse de Russie   | Georges Ier, Roi des Hellènes ∞ Olga, Gde-Dsse de Russie   |                                                            |                                                            |                                                            |                                                            |  |  |                                                              |                                                              |                                                              |                                                              |                                                              |                                                              |  |  |                                                                  |                                                                  |                                                                  |                                                                  |                                                                  |                                                                  |  |  |  |  |  |  |  |  |  |  |  |  |  |  |  |  |
|  |  |                                            |                                            |                                            |                                            |                                            |                                            |  |  |                                     |                                     |                                     |                                     |                                     |                                     |                                     |                                     |                                     |                                     |                          |                          |                          |                          |  |  |                                                          |                                                          |                                                          |                                                          |                                                            |                                                            |                                                            |                                                            |                                                            |                                                            |  |  |                                                              |                                                              |                                                              |                                                              |                                                              |                                                              |  |  |                                                                  |                                                                  |                                                                  |                                                                  |                                                                  |                                                                  |  |  |  |  |  |  |  |  |  |  |  |  |  |  |  |  |
|  |  | William B. Leeds Sr. « Le Roi de l'étain » | William B. Leeds Sr. « Le Roi de l'étain » | William B. Leeds Sr. « Le Roi de l'étain » | William B. Leeds Sr. « Le Roi de l'étain » | William B. Leeds Sr. « Le Roi de l'étain » | William B. Leeds Sr. « Le Roi de l'étain » |  |  | Nancy Stewart                       | Nancy Stewart                       | Nancy Stewart                       | Nancy Stewart                       | Nancy Stewart                       | Nancy Stewart                       |                                     |                                     | Christophe, Pce de Grèce            | Christophe, Pce de Grèce            | Christophe, Pce de Grèce | Christophe, Pce de Grèce | Christophe, Pce de Grèce | Christophe, Pce de Grèce |  |  | Marie, Pcesse de Grèce ∞ Georges, Gd-duc de Russie       | Marie, Pcesse de Grèce ∞ Georges, Gd-duc de Russie       | Marie, Pcesse de Grèce ∞ Georges, Gd-duc de Russie       | Marie, Pcesse de Grèce ∞ Georges, Gd-duc de Russie       | Marie, Pcesse de Grèce ∞ Georges, Gd-duc de Russie         | Marie, Pcesse de Grèce ∞ Georges, Gd-duc de Russie         |                                                            |                                                            |                                                            |                                                            |  |  | Constantin Ier, Roi des Hellènes ∞ Sophie, Pcesse de Prusse  | Constantin Ier, Roi des Hellènes ∞ Sophie, Pcesse de Prusse  | Constantin Ier, Roi des Hellènes ∞ Sophie, Pcesse de Prusse  | Constantin Ier, Roi des Hellènes ∞ Sophie, Pcesse de Prusse  | Constantin Ier, Roi des Hellènes ∞ Sophie, Pcesse de Prusse  | Constantin Ier, Roi des Hellènes ∞ Sophie, Pcesse de Prusse  |  |  |                                                                  |                                                                  |                                                                  |                                                                  |                                                                  |                                                                  |  |  |  |  |  |  |  |  |  |  |  |  |  |  |  |  |
|  |  | William B. Leeds Sr. « Le Roi de l'étain » | William B. Leeds Sr. « Le Roi de l'étain » | William B. Leeds Sr. « Le Roi de l'étain » | William B. Leeds Sr. « Le Roi de l'étain » | William B. Leeds Sr. « Le Roi de l'étain » | William B. Leeds Sr. « Le Roi de l'étain » |  |  | Nancy Stewart                       | Nancy Stewart                       | Nancy Stewart                       | Nancy Stewart                       | Nancy Stewart                       | Nancy Stewart                       |                                     |                                     | Christophe, Pce de Grèce            | Christophe, Pce de Grèce            | Christophe, Pce de Grèce | Christophe, Pce de Grèce | Christophe, Pce de Grèce | Christophe, Pce de Grèce |  |  | Marie, Pcesse de Grèce ∞ Georges, Gd-duc de Russie       | Marie, Pcesse de Grèce ∞ Georges, Gd-duc de Russie       | Marie, Pcesse de Grèce ∞ Georges, Gd-duc de Russie       | Marie, Pcesse de Grèce ∞ Georges, Gd-duc de Russie       | Marie, Pcesse de Grèce ∞ Georges, Gd-duc de Russie         | Marie, Pcesse de Grèce ∞ Georges, Gd-duc de Russie         |                                                            |                                                            |                                                            |                                                            |  |  | Constantin Ier, Roi des Hellènes ∞ Sophie, Pcesse de Prusse  | Constantin Ier, Roi des Hellènes ∞ Sophie, Pcesse de Prusse  | Constantin Ier, Roi des Hellènes ∞ Sophie, Pcesse de Prusse  | Constantin Ier, Roi des Hellènes ∞ Sophie, Pcesse de Prusse  | Constantin Ier, Roi des Hellènes ∞ Sophie, Pcesse de Prusse  | Constantin Ier, Roi des Hellènes ∞ Sophie, Pcesse de Prusse  |  |  |                                                                  |                                                                  |                                                                  |                                                                  |                                                                  |                                                                  |  |  |  |  |  |  |  |  |  |  |  |  |  |  |  |  |
|  |  |                                            |                                            |                                            |                                            |                                            |                                            |  |  |                                     |                                     |                                     |                                     |                                     |                                     |                                     |                                     |                                     |                                     |                          |                          |                          |                          |  |  |                                                          |                                                          |                                                          |                                                          |                                                            |                                                            |                                                            |                                                            |                                                            |                                                            |  |  |                                                              |                                                              |                                                              |                                                              |                                                              |                                                              |  |  |                                                                  |                                                                  |                                                                  |                                                                  |                                                                  |                                                                  |  |  |  |  |  |  |  |  |  |  |  |  |  |  |  |  |
|  |  |                                            |                                            |                                            |                                            |                                            |                                            |  |  |                                     |                                     |                                     |                                     |                                     |                                     |                                     |                                     |                                     |                                     |                          |                          |                          |                          |  |  |                                                          |                                                          |                                                          |                                                          |                                                            |                                                            |                                                            |                                                            |                                                            |                                                            |  |  |                                                              |                                                              |                                                              |                                                              |                                                              |                                                              |  |  |                                                                  |                                                                  |                                                                  |                                                                  |                                                                  |                                                                  |  |  |  |  |  |  |  |  |  |  |  |  |  |  |  |  |
|  |  | Olive Hamilton                             | Olive Hamilton                             | Olive Hamilton                             | Olive Hamilton                             | Olive Hamilton                             | Olive Hamilton                             |  |  | William B. Leeds Jr.                | William B. Leeds Jr.                | William B. Leeds Jr.                | William B. Leeds Jr.                | William B. Leeds Jr.                | William B. Leeds Jr.                |                                     |                                     | Xenia, Pcesse de Russie             | Xenia, Pcesse de Russie             | Xenia, Pcesse de Russie  | Xenia, Pcesse de Russie  | Xenia, Pcesse de Russie  | Xenia, Pcesse de Russie  |  |  |                                                          |                                                          |                                                          |                                                          | Alexandre Ier, Roi des Hellènes ∞ Aspasía Mános            | Alexandre Ier, Roi des Hellènes ∞ Aspasía Mános            | Alexandre Ier, Roi des Hellènes ∞ Aspasía Mános            | Alexandre Ier, Roi des Hellènes ∞ Aspasía Mános            | Alexandre Ier, Roi des Hellènes ∞ Aspasía Mános            | Alexandre Ier, Roi des Hellènes ∞ Aspasía Mános            |  |  | Georges II, Roi des Hellènes ∞ Élisabeth, Pcesse de Roumanie | Georges II, Roi des Hellènes ∞ Élisabeth, Pcesse de Roumanie | Georges II, Roi des Hellènes ∞ Élisabeth, Pcesse de Roumanie | Georges II, Roi des Hellènes ∞ Élisabeth, Pcesse de Roumanie | Georges II, Roi des Hellènes ∞ Élisabeth, Pcesse de Roumanie | Georges II, Roi des Hellènes ∞ Élisabeth, Pcesse de Roumanie |  |  | Paul Ier, Roi des Hellènes ∞ Frederika, Pcesse de Hanovre        | Paul Ier, Roi des Hellènes ∞ Frederika, Pcesse de Hanovre        | Paul Ier, Roi des Hellènes ∞ Frederika, Pcesse de Hanovre        | Paul Ier, Roi des Hellènes ∞ Frederika, Pcesse de Hanovre        | Paul Ier, Roi des Hellènes ∞ Frederika, Pcesse de Hanovre        | Paul Ier, Roi des Hellènes ∞ Frederika, Pcesse de Hanovre        |  |  |  |  |  |  |  |  |  |  |  |  |  |  |  |  |
|  |  | Olive Hamilton                             | Olive Hamilton                             | Olive Hamilton                             | Olive Hamilton                             | Olive Hamilton                             | Olive Hamilton                             |  |  | William B. Leeds Jr.                | William B. Leeds Jr.                | William B. Leeds Jr.                | William B. Leeds Jr.                | William B. Leeds Jr.                | William B. Leeds Jr.                |                                     |                                     | Xenia, Pcesse de Russie             | Xenia, Pcesse de Russie             | Xenia, Pcesse de Russie  | Xenia, Pcesse de Russie  | Xenia, Pcesse de Russie  | Xenia, Pcesse de Russie  |  |  |                                                          |                                                          |                                                          |                                                          | Alexandre Ier, Roi des Hellènes ∞ Aspasía Mános            | Alexandre Ier, Roi des Hellènes ∞ Aspasía Mános            | Alexandre Ier, Roi des Hellènes ∞ Aspasía Mános            | Alexandre Ier, Roi des Hellènes ∞ Aspasía Mános            | Alexandre Ier, Roi des Hellènes ∞ Aspasía Mános            | Alexandre Ier, Roi des Hellènes ∞ Aspasía Mános            |  |  | Georges II, Roi des Hellènes ∞ Élisabeth, Pcesse de Roumanie | Georges II, Roi des Hellènes ∞ Élisabeth, Pcesse de Roumanie | Georges II, Roi des Hellènes ∞ Élisabeth, Pcesse de Roumanie | Georges II, Roi des Hellènes ∞ Élisabeth, Pcesse de Roumanie | Georges II, Roi des Hellènes ∞ Élisabeth, Pcesse de Roumanie | Georges II, Roi des Hellènes ∞ Élisabeth, Pcesse de Roumanie |  |  | Paul Ier, Roi des Hellènes ∞ Frederika, Pcesse de Hanovre        | Paul Ier, Roi des Hellènes ∞ Frederika, Pcesse de Hanovre        | Paul Ier, Roi des Hellènes ∞ Frederika, Pcesse de Hanovre        | Paul Ier, Roi des Hellènes ∞ Frederika, Pcesse de Hanovre        | Paul Ier, Roi des Hellènes ∞ Frederika, Pcesse de Hanovre        | Paul Ier, Roi des Hellènes ∞ Frederika, Pcesse de Hanovre        |  |  |  |  |  |  |  |  |  |  |  |  |  |  |  |  |
|  |  |                                            |                                            |                                            |                                            |                                            |                                            |  |  |                                     |                                     |                                     |                                     |                                     |                                     |                                     |                                     |                                     |                                     |                          |                          |                          |                          |  |  |                                                          |                                                          |                                                          |                                                          |                                                            |                                                            |                                                            |                                                            |                                                            |                                                            |  |  |                                                              |                                                              |                                                              |                                                              |                                                              |                                                              |  |  |                                                                  |                                                                  |                                                                  |                                                                  |                                                                  |                                                                  |  |  |  |  |  |  |  |  |  |  |  |  |  |  |  |  |
|  |  |                                            |                                            |                                            |                                            |                                            |                                            |  |  |                                     |                                     |                                     |                                     | Nancy Leeds ∞ Edward J. Wynkoop Jr. | Nancy Leeds ∞ Edward J. Wynkoop Jr. | Nancy Leeds ∞ Edward J. Wynkoop Jr. | Nancy Leeds ∞ Edward J. Wynkoop Jr. | Nancy Leeds ∞ Edward J. Wynkoop Jr. | Nancy Leeds ∞ Edward J. Wynkoop Jr. |                          |                          |                          |                          |  |  |                                                          |                                                          |                                                          |                                                          | Alexandra, Pcesse de Grèce ∞ Pierre II, Roi de Yougoslavie | Alexandra, Pcesse de Grèce ∞ Pierre II, Roi de Yougoslavie | Alexandra, Pcesse de Grèce ∞ Pierre II, Roi de Yougoslavie | Alexandra, Pcesse de Grèce ∞ Pierre II, Roi de Yougoslavie | Alexandra, Pcesse de Grèce ∞ Pierre II, Roi de Yougoslavie | Alexandra, Pcesse de Grèce ∞ Pierre II, Roi de Yougoslavie |  |  |                                                              |                                                              |                                                              |                                                              |                                                              |                                                              |  |  | Constantin II, Roi des Hellènes ∞ Anne-Marie, Pcesse de Danemark | Constantin II, Roi des Hellènes ∞ Anne-Marie, Pcesse de Danemark | Constantin II, Roi des Hellènes ∞ Anne-Marie, Pcesse de Danemark | Constantin II, Roi des Hellènes ∞ Anne-Marie, Pcesse de Danemark | Constantin II, Roi des Hellènes ∞ Anne-Marie, Pcesse de Danemark | Constantin II, Roi des Hellènes ∞ Anne-Marie, Pcesse de Danemark |  |  |  |  |  |  |  |  |  |  |  |  |  |  |  |  |

### Quartiers de Nancy
|  |                                                                  |  |  |  |  |  |  |  |  |  |  |  |  |  |  |  |
|  | 8. ????                                                          |  |  |  |  |  |  |  |  |  |  |  |  |  |  |  |
|  |                                                                  |  |  |  |  |  |  |  |  |  |  |  |  |  |  |  |
|  |                                                                  |  |  |  |  |  |  |  |  |  |  |  |  |  |  |  |
|  | 4. William H. Stewart, industriel à Cleveland                    |  |  |  |  |  |  |  |  |  |  |  |  |  |  |  |
|  |                                                                  |  |  |  |  |  |  |  |  |  |  |  |  |  |  |  |
|  |                                                                  |  |  |  |  |  |  |  |  |  |  |  |  |  |  |  |
|  | 9. ????                                                          |  |  |  |  |  |  |  |  |  |  |  |  |  |  |  |
|  |                                                                  |  |  |  |  |  |  |  |  |  |  |  |  |  |  |  |
|  |                                                                  |  |  |  |  |  |  |  |  |  |  |  |  |  |  |  |
|  | 2. William C. Stewart, industriel à Cleveland                    |  |  |  |  |  |  |  |  |  |  |  |  |  |  |  |
|  |                                                                  |  |  |  |  |  |  |  |  |  |  |  |  |  |  |  |
|  |                                                                  |  |  |  |  |  |  |  |  |  |  |  |  |  |  |  |
|  | 10. ????                                                         |  |  |  |  |  |  |  |  |  |  |  |  |  |  |  |
|  |                                                                  |  |  |  |  |  |  |  |  |  |  |  |  |  |  |  |
|  |                                                                  |  |  |  |  |  |  |  |  |  |  |  |  |  |  |  |
|  | 5. Margaret Doherty                                              |  |  |  |  |  |  |  |  |  |  |  |  |  |  |  |
|  |                                                                  |  |  |  |  |  |  |  |  |  |  |  |  |  |  |  |
|  |                                                                  |  |  |  |  |  |  |  |  |  |  |  |  |  |  |  |
|  | 11. ????                                                         |  |  |  |  |  |  |  |  |  |  |  |  |  |  |  |
|  |                                                                  |  |  |  |  |  |  |  |  |  |  |  |  |  |  |  |
|  |                                                                  |  |  |  |  |  |  |  |  |  |  |  |  |  |  |  |
|  | 1. Nancy Stewart, princesse de Grèce et de Danemark              |  |  |  |  |  |  |  |  |  |  |  |  |  |  |  |
|  |                                                                  |  |  |  |  |  |  |  |  |  |  |  |  |  |  |  |
|  |                                                                  |  |  |  |  |  |  |  |  |  |  |  |  |  |  |  |
|  | 12. Peter Holden, capitaine dans la marine marchande britannique |  |  |  |  |  |  |  |  |  |  |  |  |  |  |  |
|  |                                                                  |  |  |  |  |  |  |  |  |  |  |  |  |  |  |  |
|  |                                                                  |  |  |  |  |  |  |  |  |  |  |  |  |  |  |  |
|  | 6. William H. Holden, médecin et homme politique à Zanesville    |  |  |  |  |  |  |  |  |  |  |  |  |  |  |  |
|  |                                                                  |  |  |  |  |  |  |  |  |  |  |  |  |  |  |  |
|  |                                                                  |  |  |  |  |  |  |  |  |  |  |  |  |  |  |  |
|  | 13. ????                                                         |  |  |  |  |  |  |  |  |  |  |  |  |  |  |  |
|  |                                                                  |  |  |  |  |  |  |  |  |  |  |  |  |  |  |  |
|  |                                                                  |  |  |  |  |  |  |  |  |  |  |  |  |  |  |  |
|  | 3. Mary L. Holden                                                |  |  |  |  |  |  |  |  |  |  |  |  |  |  |  |
|  |                                                                  |  |  |  |  |  |  |  |  |  |  |  |  |  |  |  |
|  |                                                                  |  |  |  |  |  |  |  |  |  |  |  |  |  |  |  |
|  | 14. William Hartley, agriculteur à Perry                         |  |  |  |  |  |  |  |  |  |  |  |  |  |  |  |
|  |                                                                  |  |  |  |  |  |  |  |  |  |  |  |  |  |  |  |
|  |                                                                  |  |  |  |  |  |  |  |  |  |  |  |  |  |  |  |
|  | 7. Maria Hartley                                                 |  |  |  |  |  |  |  |  |  |  |  |  |  |  |  |
|  |                                                                  |  |  |  |  |  |  |  |  |  |  |  |  |  |  |  |
|  |                                                                  |  |  |  |  |  |  |  |  |  |  |  |  |  |  |  |
|  | 15. ????                                                         |  |  |  |  |  |  |  |  |  |  |  |  |  |  |  |
|  |                                                                  |  |  |  |  |  |  |  |  |  |  |  |  |  |  |  |
|  |                                                                  |  |  |  |  |  |  |  |  |  |  |  |  |  |  |  |

### Sur Nancy Stewart
- (en) Alan F. Dutka, « Multiple Affairs to Remember », dans Misfortune on Cleveland’s Millionaires' Row, The History Press, 2015 (ISBN 1467117986, lire en ligne), p. 17-22.
- (en) Marlene A. Eilers Koenig, « Nonnie May Stewart: An American Princess », Royalty Digest Quaterly, no 4,‎ 2018 (ISSN 1653-5219).
- (en) Richard Jay Hutto, « Nonnie May "Nancy" Stewart », dans Crowning Glory : American Wives of Princes and Dukes, Henchard Press, Ltd., 2007 (ISBN 0972595171), p. 261-263.

### Sur la famille royale de Grèce
- (es) Ricardo Mateos Sáinz de Medrano, La Familia de la Reina Sofía : La Dinastía griega, la Casa de Hannover y los reales primos de Europa, Madrid, La Esfera de los Libros, 2004, 573 p. (ISBN 84-9734-195-3).
- (en) Alan Palmer et Michael of Greece, The Royal House of Greece, Weidenfeld Nicolson Illustrated, 1990 (ISBN 0-297-83060-0).
- (en) John Van der Kiste, Kings of the Hellenes : The Greek Kings, 1863-1974, Sutton Publishing, 1994, 200 p. (ISBN 0-7509-2147-1).
- (en) Hugo Vickers, Alice : Princess Andrew of Greece, Londres, Hamish Hamilton, 2000, 477 p. (ISBN 0-241-13686-5)

### Mémoires et souvenirs princiers
- (fr) Michel de Grèce, Mémoires insolites, Paris, Pocket, 2006 (ISBN 2-266-15959-3).
- (fr) S.A.R. le prince Christophe de Grèce (trad. Henri Delgove), Le Monde et les cours, Paris, Plon, 1939 (ASIN B003B4DF7W), réédité sous le titre Ma famille côté cours, Paris, Lacurne, 2020 (ISBN 9782356030252).

### Ouvrages généalogiques
- (de) Collectif, Genealogisches Handbuch des Adels, t. XIX, Limburg an der Lahn, C.A. Starke Verlag, 2011, 500 p. (ISBN 978-3-7980-0849-6).
- (fr) Michel Huberty, Alain Giraud et F. et B. Magdelaine, L’Allemagne dynastique : Oldenbourg Familles alliées H-L, t. VII, Le Perreux-sur-Marne, Alain Giraud, 1994, 767 p. (ISBN 2-901138-07-1), p. 287, 295, 303-305 et 318.

### Presse en ligne
- (en) « Young Leeds Rules Mansion », The New York Times,‎ 20 janvier 1912 (lire en ligne).
- (en) « Royalty Gets Grip on Leeds Millions », Cambridge Sentinel,‎ 30 avril 1921 (lire en ligne).
- (en) « How Our Own Emerald Princess Eclipsed The Queen of Spain », The Indianapolis Star,‎ 30 juillet 1922, p. 53 (lire en ligne).